# Lythrypnus dalli
Lythrypnus dalli, comunemente conosciuto come gobide della Catalina, è un piccolo pesce marino appartenente alla famiglia Gobiidae, sottofamiglia Gobiinae.

## Distribuzione e habitat
È diffuso lungo le acque della costa americana del Pacifico, dalla California al Messico. Abita le acque costiere rocciose, preferendo gli anfratti, tra 0 e -70 m.

## Descrizione
Il corpo è allungato, piuttosto compresso ai fianchi. La testa è grossa, la bocca grande provvista di denti. Le pinne pettorali sono ampie e arrotondate. Possiede due pinne dorsali. La prima è alta e arrotondata, la seconda bassa e allungata. Le altre pinne sono corte. Il maschio presenta una pinna dorsale più ampia della femmina. La livrea è molto appariscente: il fondo è rosso vivo, la testa presenta una macchia azzurro elettrico, che sul dorso si allunga dando origine a 2 delle 4 linee verticali che attraversano i fianchi del pesce. Le pinne sono rossastre tendenti al trasparente. 

Raggiunge una lunghezza massima di 6,4 cm.

## Riproduzione
Questo pesce è ermafrodita, presentando entrambi i caratteri sessuali, ma avendone sviluppato solo uno. La riproduzione avviene tra marzo ad agosto. Le uova sono deposte nelle pareti degli anfratti rocciosi. Il maschio monta la guardia fino alla schiusa.

## Acquariofilia
Il gobide di Catalina è un pesce ricercato dagli acquariofili, in quanto le sue dimensioni contenute ne fanno un ottimo ospite dei Nano-Reef.